# Engelbert Dworak
Engelbert Dworak (auch Dvorak oder Dworschak geschrieben, * 8. Oktober 1899 in Wien; † 29. April 1953 ebenda) war ein österreichischer Politiker.

## Leben
Engelbert Dworak wurde als Sohn einfacher Handwerker in Wien geboren. Nach Besuch der Realschule studierte Engelbert Dworak ab 1919 an der Hochschule für Bodenkultur und erlangte 1924 oder 1925 das Ingenieursdiplom. Während des Studiums trat er der katholischen Studentenverbindung Danubia bei.
1925 wurde Dworak Sekretär der Bezirksbauernkammer in Gföhl, ab 1927 in Hollabrunn, wo er als Vertreter der Christlichsozialen Partei auch dem Stadtrat angehörte. Bei der Gründung einer Ortsgruppe der Ostmärkischen Sturmscharen in Hollabrunn wurde Dworak Schriftführer der Ortsführung.
Am 13. Oktober 1933 wurde er Landesleiter der Vaterländischen Front in Niederösterreich. Im Mai 1937 wechselte er in die Position des stellvertretenden Generalsekretärs der Vaterländischen Front. Im September 1936 wurde er zum „Landesmilizführer der Reserve“ der Frontmiliz ernannt. Von 22. Mai 1937 bis 12. März 1938 gehörte er dem Staatsrat an.
Nach dem „Anschluss“ wurde Dworak im März 1938 verhaftet und am 1. April 1938 mit dem sogenannten „Prominententransport“ in das KZ Dachau gebracht. Nach seiner Entlassung am 30. April 1939 stand er unter Aufsicht der Gestapo. Im August 1939 fand er eine Arbeit in einer Sauerkrautfirma, 1940 als Leiter der Kommissionsabteilung der Firma „Kolben-Kraus“.
In der Zweiten Republik war Dworak von 1945 bis 1949 Landtagsabgeordneter und Gemeinderat der ÖVP in Wien und ab 1945 Obmannstellvertreter im Wiener Bauernbund. 1945–1949 war er zudem Geschäftsführer des österreichischen Getreide- und Brauwirtschaftsverbandes. Ab 1949 war er Geschäftsführer der Firma „Pohl & Co“ und „Barta & Co“. Nach einer schweren Erkrankung 1950/51 war er 1951–1953 in der Revisionsabteilung der niederösterreichischen Landwirtschaftskammer tätig.

## Auszeichnungen
- 1936: Offizierskreuz des österreichischen Verdienstordens[6]

## Belege
1. 1 2  Neuregelung in der Landesführung Niederösterreich der VF. In: Triestingtaler und Piestingtaler Wochen-Blatt, 29. Mai 1937, S. 1 (online bei ANNO).
2. ↑  Vgl. Angabe bei Enderle-Burcel und Kraus.
3. ↑  Gründung von Sturmscharen in Hollabrunn. In: Reichspost, 1. September 1932, S. 2 (online bei ANNO).
4. ↑  Ernennung von Funktionären in der VF. In: Freie Stimmen. Deutsche Kärntner Landes-Zeitung, 15. Mai 1937, S. 4 (online bei ANNO).
5. ↑  Gestern, morgen, heute. Salzburg und die Nachbarländer. In: Salzburger Chronik mit der illustrierten Beilage „Oesterreichische Woche“, 16. September 1936, S. 5 (online bei ANNO).
6. ↑  Auszeichnung von Funktionären der Vaterländischen Front. In: Der Wiener Tag, 30. Dezember 1936, S. 4 (online bei ANNO).

| Personendaten    | Personendaten                           |
| ---------------- | --------------------------------------- |
| NAME             | Dworak, Engelbert                       |
| ALTERNATIVNAMEN  | Dworschak, Engelbert; Dvorak, Engelbert |
| KURZBESCHREIBUNG | österreichischer Politiker              |
| GEBURTSDATUM     | 8. Oktober 1899                         |
| GEBURTSORT       | Wien, Österreich-Ungarn                 |
| STERBEDATUM      | 29. April 1953                          |
| STERBEORT        | Wien, Österreich                        |